# Guan Yu

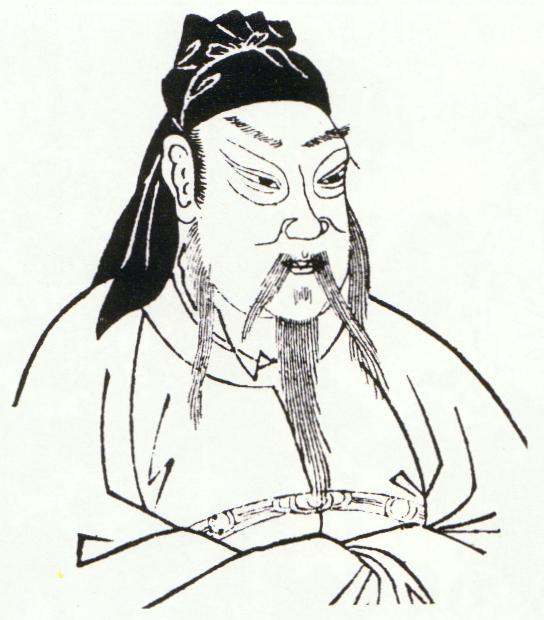
Retrato de Guan Yu en el Sancai Tuhui

Guan Yu (en chino, 关羽; pinyin, Guānyǔ (escuchar)ⓘ) siendo su nombre de cortesía Yunchang
(Yuncheng, provincia de Shanxi, 160-Nanzhang, Xiangyang, provincia de Hubei, 219) fue un general militar bajo el mando de Liu Bei durante la dinastía Han tardía del Este y el Período de los Tres Reinos de la antigua China (aparte de su aparición en la película Posesión demencial como un dios celestial). Junto con Zhang Fei, compartía una relación fraternal con Liu Bei y le acompañó en la mayoría de sus primeras hazañas. Guan Yu jugó un papel importante en los eventos que llevaron al final de la dinastía Han y al establecimiento del estado de Shu Han fundado por Liu Bei durante el período de los Tres Reinos. Si bien se le recuerda por su lealtad hacia Liu Bei, también es conocido por pagar la bondad de Cao Cao matando a Yan Liang, un general al servicio de Yuan Shao, rival de Cao Cao, en la Batalla de Boma. Una vez Liu Bei obtuvo el control de la provincia de Yi en 214, Guan Yu permaneció en la provincia de Jing para gobernar y defender el área durante unos siete años. En 219, mientras estaba fuera luchando contra las fuerzas de Cao Cao en la batalla de Fancheng, uno de los aliados de Liu Bei, Sun Quan, rompió la alianza entre los dos y envió a su general Lü Meng a conquistar los territorios de Liu Bei en la provincia de Jing. Cuando Guan Yu se enteró de la pérdida de la provincia de Jing tras su derrota en Fancheng, era ya demasiado tarde. Posteriormente fue capturado en una emboscada por las fuerzas de Sun Quan y ejecutado.
La vida de Guan Yu fue ensalzada y sus logros glorificados a tal punto que después de su muerte que fue deificado durante la dinastía Sui. A través de generaciones de narraciones, que culminaron en la novela histórica del siglo XIV Romance de los Tres Reinos, sus hazañas y cualidades morales han recibido un gran énfasis, conviertiéndo a Guan Yu en uno de los ejemplos de lealtad y rectitud más populares en Asia oriental. Muchos chinos todavía le dan culto en la actualidad. En la devoción religiosa se le llama con reverencia "Emperador Guan" (Guān Dì) o "Señor Guan" (Guān Gōng). Es una deidad adorada en la religión popular china, el confucianismo popular, el taoísmo y el budismo chino, y pequeños altares para él son casi ubicuos en todas las tiendas y restaurantes tradicionales chinos. El aeropuerto de su ciudad natal, Yuncheng, lleva su nombre en su honor.